# Mark Osborne
Mark Randolph Osborne (nacido el 17 de septiembre de 1970) es un director de cine, escritor, productor y animador estadounidense.

## Biografía
Nacido en Trenton, Nueva Jersey,  Osborne creció en Woodstock, Vermont hasta que a los 14 años se mudó a Flemington, Nueva Jersey y se graduó de Hunterdon Central Regional High School en 1988.  Comenzó su carrera estudiando Foundation Art en el Pratt Institute de Nueva York antes de recibir su Licenciatura en Bellas Artes en Animación Experimental del Instituto de las Artes de California en junio de 1992. Su película de tesis, Greener, ganó numerosos premios y se proyectó en más de 40 festivales de cine en todo el mundo. Ha recibido dos nominaciones al Premio de la Academia, incluida una a Mejor Película Animada del año por la aclamada por la crítica Kung Fu Panda de 2008, que dirigió junto a John Stevenson.  Kung Fu Panda ha recaudado más de 630 millones de dólares en todo el mundo hasta la fecha. La comedia de acción fue el primer gran proyecto de estudio de Osborne. También le valió a él y a Stevenson el premio Annie por dirección en una producción de largometraje animado. 
El otro trabajo más conocido de Osborne hasta la fecha, el premiado corto animado en stop motion More, se ha proyectado en más de 150 festivales de cine en todo el mundo. Fue la primera película de animación IMAX nominada a un Premio de la Academia (1999). More obtuvo una nominación al Oscar al Mejor Cortometraje de Animación, el Premio Especial del Jurado para Cortometrajes en el Festival de Cine de Sundance (1999), el Mejor Cortometraje de Animación del SXSW (1999), el Gran Premio ResFest (1999), la selección de la Semana de la Crítica de CANNES (1999).), Entre muchos otros. 
Osborne también ha dirigido la mayor parte del material de acción en vivo de la popular serie de televisión animada Bob Esponja con Patchy el Pirata, así como todas las secuencias de acción en vivo de La película Bob Esponja, con David Hasselhoff. Fue compañero de clase del creador del programa de televisión, Stephen Hillenburg, mientras estudiaba en CalArts. Trabajó como director en episodios de Bob Esponja como " La esponja que podía volar " y " Bob Esponja BC "
Sus otros créditos como director de acción real incluyen su película independiente Dropping Out, que se estrenó en el Festival de Cine de Sundance en 2000 y ha desarrollado un culto de seguidores. Bachelor Pad también fue una comedia corta de acción real que Mark hizo con su hermano Kent y Dylan Haggerty a finales de la década de 1980. Se pueden ver partes de Bachelor Pad en el segundo episodio no emitido de Taterhole, que fue un derivado de The Rudy and Gogo World Famous Cartoon Show en 1997. El episodio completo se puede ver aquí. Su cortometraje Greener fue transmitido en el especial Flaming Cheese Ball de Nochevieja de Rudy y GoGo de TNT en la víspera de Año Nuevo (1995-1996).
Durante un tiempo, Osborne enseñó stop-motion en su alma mater, CalArts. Posteriormente lo abandonó para perseguir sus aspiraciones profesionales. En 2004, Osborne recibió la beca Guggenheim para ayudar en la producción de otro cortometraje personal en stop-motion, The Better Half. Entre 2010 y 2015, Osborne estuvo dirigiendo una película de animación, El Principito.  En noviembre de 2016, se informó que Osborne había sido contratado para dirigir y coescribir una adaptación cinematográfica animada de los cómics de Jeff Smith, Bone. 
En abril de 2017, 20th Century Fox Animation y Blue Sky Studios anunciaron que producirían Escape from Hat, una adaptación cinematográfica animada del libro de fantasía de Adam Kline del mismo título, con Osborne listo para dirigir y coescribir el guion con Kline y Jinko. Gotoh produce la película junto con Osborne.  Sin embargo, en noviembre de 2018, Netflix adquirió los derechos cinematográficos y Melissa Cobb se unió al equipo de producción.   En agosto de 2023, según los informes, la película ya no estaba en desarrollo en Netflix. 
Osborne, junto con el cantante Chris Martin, escribió la historia del álbum conceptual Mylo Xyloto de Coldplay y dirigió el vídeo de " Hurts Like Heaven ". Escribió el primer número de la adaptación cómica y todavía espera convertir el álbum en una película. 

## Vida personal
Osborne es hermano del guionista y productor de televisión Kent Osborne.  El hijo de Osborne, Riley, prestó su voz al Principito en la película de 2015 El Principito, dirigida por Osborne. 

## Filmografía
- " Jurassic Park " (vídeo musical) (1993) (director)
- Greener (1994) (director, escritor, director de fotografía, editor)
- More (1998) (director, productor, escritor, director de fotografía, editor, artista de efectos digitales, animador stop-motion)
- Herd (1999) (Fed #2, Productor)
- Bob Esponja (1999-2004) (director, director de acción real, productor consultor)
- Corto 7: Utopía (2000) (director)
- Abandonar (2000) (director, 'Thank You' Guy)
- Dolor de cabeza por cafeína (2003) (agradecimiento especial)
- Channel Chasers (2004) (director: escena "Channel 295")
- La película Bob Esponja (2004) (director: secuencia de acción real)
- La mejor mitad (2004) (director)
- Kung Fu Panda (2008) (director, voz de Pig Patron)
- Bob Esponja SquigglePants (2011) (director de las escenas de corte de Patchy the Pirate)
- El Principito (2015) (director [15] y productor ejecutivo)

## Premios y nominaciones
Premios Óscar
| Año  | Categoría                   | Película      | Resultado |
| ---- | --------------------------- | ------------- | --------- |
| 2009 | Mejor Película de Animación | Kung Fu Panda | Nominado  |